# Distoneura albicurvata
Distoneura albicurvata là một loài bướm đêm trong họ Geometridae.